# 2406 Orelskaya
2406 Orelskaya (1966 QG) là một tiểu hành tinh vành đai chính được phát hiện ngày 20 tháng 8 năm 1966 bởi Đài vật lý thiên văn Crimean ở Nauchnyj.